# Pachyderm Studio

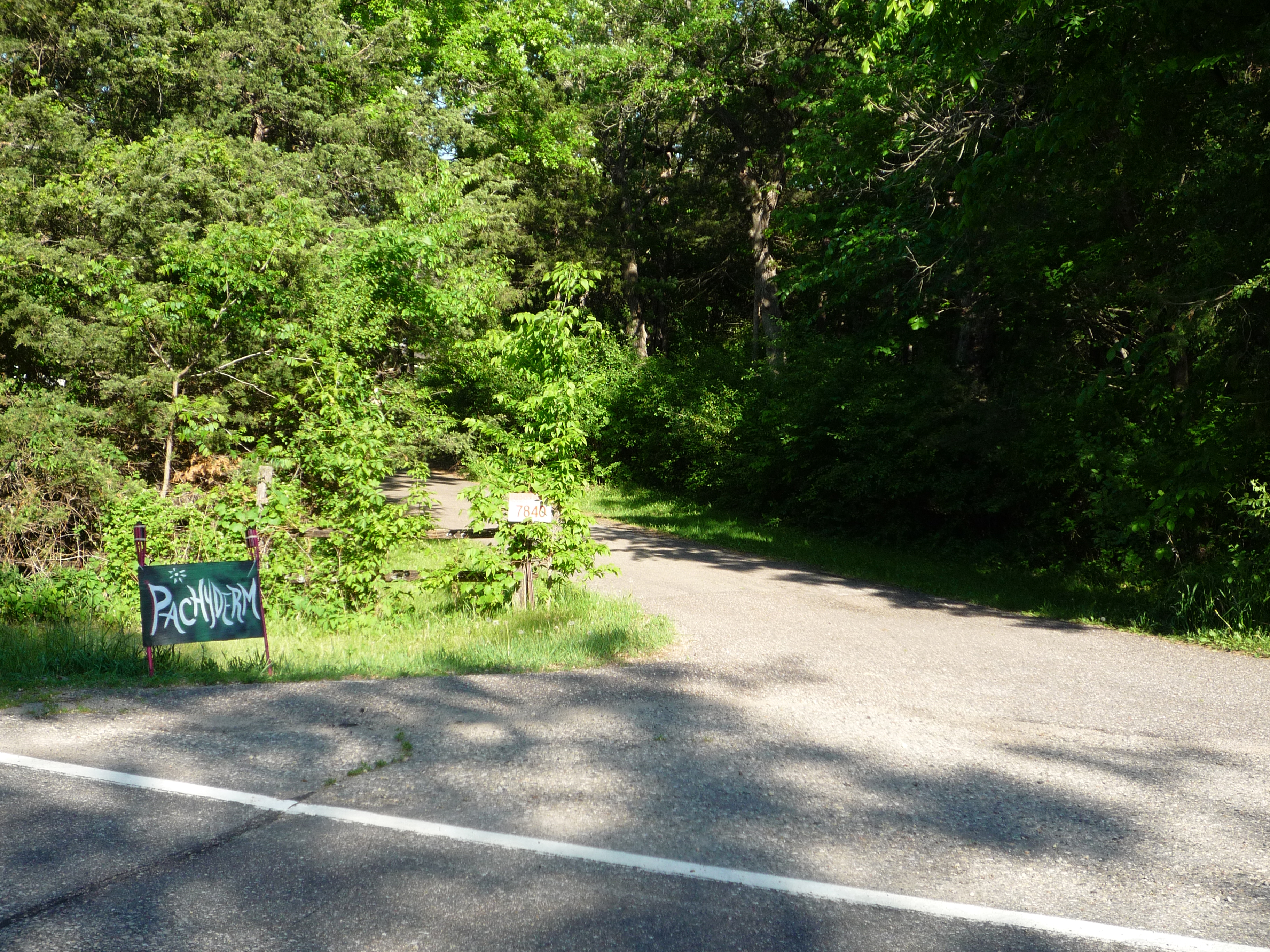
Vägen till Pachyderm Studio i Cannon Falls, Minnesota.

Pachyderm Recording Studio är en inspelningsstudio som ligger i Cannon Falls, Minnesota i USA (57,6 kilometer sydöst om Minneapolis–Saint Paul International Airport) där den ligger inbäddad i en urskog. Pachyderm Studio grundades 1988 av Jim Nickel, Mark Walk och Eric S. Anderson med den akustiska designen utförd av Bret Theney från Westlake Audio. Själv inspelningsbyggnaden var designad av Herb Bloomberg, en tidigare student till Frank Lloyd Wright. 

## Ett urval av album som spelats in i studion
- Armchair Apocrypha – Andrew Bird (2007)
- Arise Therefore – Palace (1996)
- From Here to Infirmary – Alkaline Trio (2001)
- Grave Dancers Union – Soul Asylum (1992)
- Hollywood Town Hall – The Jayhawks (1992)
- In Utero – Nirvana (1993)
- Once Twice Melody – Beach House] (2022)
- Rapture – Bradley Joseph (1998)
- Rid of Me – PJ Harvey (1993)
- Seamonsters – The Wedding Present (1991)
- Stuart Davis – Stuart Davis (2001)
- The End of All Things to Come  – Mudvayne (2002)
- Throwing Copper – Live (1994)
- Fontanelle – Babes In Toyland (1992)
- Prog – The Bad Plus (2007)